# Fábio Faria
Pour les articles homonymes, voir Faria.
Fábio do Passo Faria, né le 24 avril 1989 à Vila do Conde, est un footballeur portugais qui évoluait au poste de défenseur.

## Biographie
Formé au FC Porto puis au Rio Ave, c'est lors de la saison 2007-2008 qu'il fait sa première apparition en pro, lors d'un match de Liga Vitalis (deuxième division).
Lors de la saison 2009-2010, il fait ses grands débuts en première division portugaise avec le Rio Ave. Il dispute 27 matchs dans ce championnat, inscrivant un but.
Lors de l'été 2010, le joueur se voit transféré au Benfica Lisbonne, club qui dispute la Ligue des Champions.
N'arrivant pas à s'imposer à Benfica, il est prêté en janvier 2011 au Real Valladolid, club de deuxième division espagnole.
Le vendredi 8 mars 2013, il annonce la fin de sa carrière footballistique à l'âge de 23 ans à cause de problèmes de santé cardiaques. Mais le joueur déclare la volonté d'être toujours lié au football dans la gestion sportive.

## Carrière
- 2007-2010 : Rio Ave  Portugal
- 2010-jan. 2013 : Benfica  Portugal
  - jan. 2011-2011 : Real Valladolid  Espagne (prêt)
  - 2011-jan. 2012 : FC Paços de Ferreira  Portugal (prêt)
  - jan. 2012-2012 : Rio Ave  Portugal (prêt)[1],[2]